# Scattery Island
Scattery Island är en ö i republiken Irland.   Den ligger i grevskapet An Clár och provinsen Munster, i den västra delen av landet, 230 km väster om huvudstaden Dublin. Arean är 0,70 kvadratkilometer.
Terrängen på Scattery Island är mycket platt. Öns högsta punkt är 15 meter över havet. Den sträcker sig 1,6 kilometer i nord-sydlig riktning, och 0,9 kilometer i öst-västlig riktning.